# Slag bij Blountville
De Slag bij Blountville, ook wel eens (incorrect) Slag bij Blountsville genoemd, vond plaats op 22 september 1863 bij Blountville, Tennessee tijdens de Amerikaanse Burgeroorlog.
De Noordelijke generaal-majoor Ambrose E. Burnside, bevelhebber van het department of the Ohio, had de opdracht gekregen om alle wegen en passen op de grens van oostelijk Tennessee en Virginia te zuiveren van Zuidelijke aanwezigheid. Op 22 september raakte de Noordelijke kolonel John W. Foster slaags met de Zuidelijke troepen onder leiding van kolonel James E. Carter bij Blountville. Foster zette de aanval in rond de middag. Hij bombardeerde de stad met zijn artillerie en stuurde een deel van zijn cavalerie langs de flank van de vijand. Na een vier uur durende strijd waren de Zuidelijken genoodzaakt om zich terug te trekken.